# Orkanstyrka

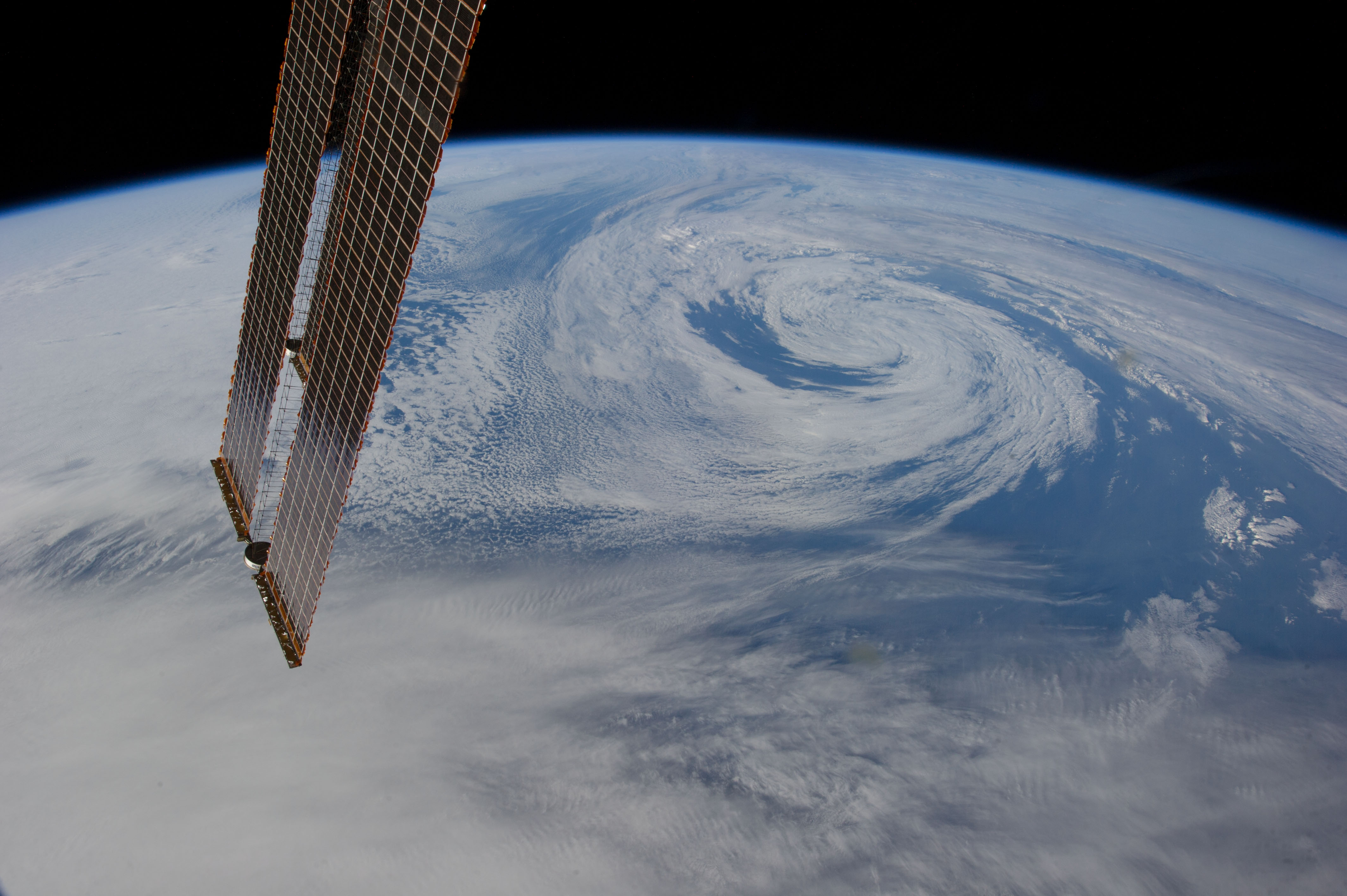
Lågtryckssystem med orkanstyrka över Norra halvklotet fotograferat från rymdstationen ISS.

En storm med orkanstyrka har en medelvindhastighet på minst 32,7 m/s, oavsett om det är över land eller hav. Andra vanliga mätetal är 64 knop, 118 km/h samt vindstyrkan 12 Beaufort. Orkanstyrka kan uppnås i flera olika typer av luftvirvlar, såsom lågtryck och tromb. När endast vindbyar når orkanstyrka, kallas dessa orkanbyar.
Lågtryck där medelvindhastigheten uppnår orkanstyrka kallas ofta för orkan, men egentligen är orkan en synonym för tropiska cykloner. Sådana bildas, och tilltar i styrka, när havsvattnet är minst +27 grader Celsius. Orkaner (eng: Hurricanes) kallas de tropiska cykloner som bildas på Atlanten, tyfoner i nordvästra Stilla havet och Östasien, och cykloner vid Oceanien och Indiska oceanen.

## Definitionsskillnad på orkan och orkanstyrka
Orkaner drivs av avdunstningen från varm havsyta medan stormar med orkanstyrka i Europa uppstår när stora temperaturskillnader möts. Ibland kallas stormar med orkanstyrka för orkan, men definitionsmässigt förekommer det inte orkaner i exempelvis Sverige.

## Namngivning

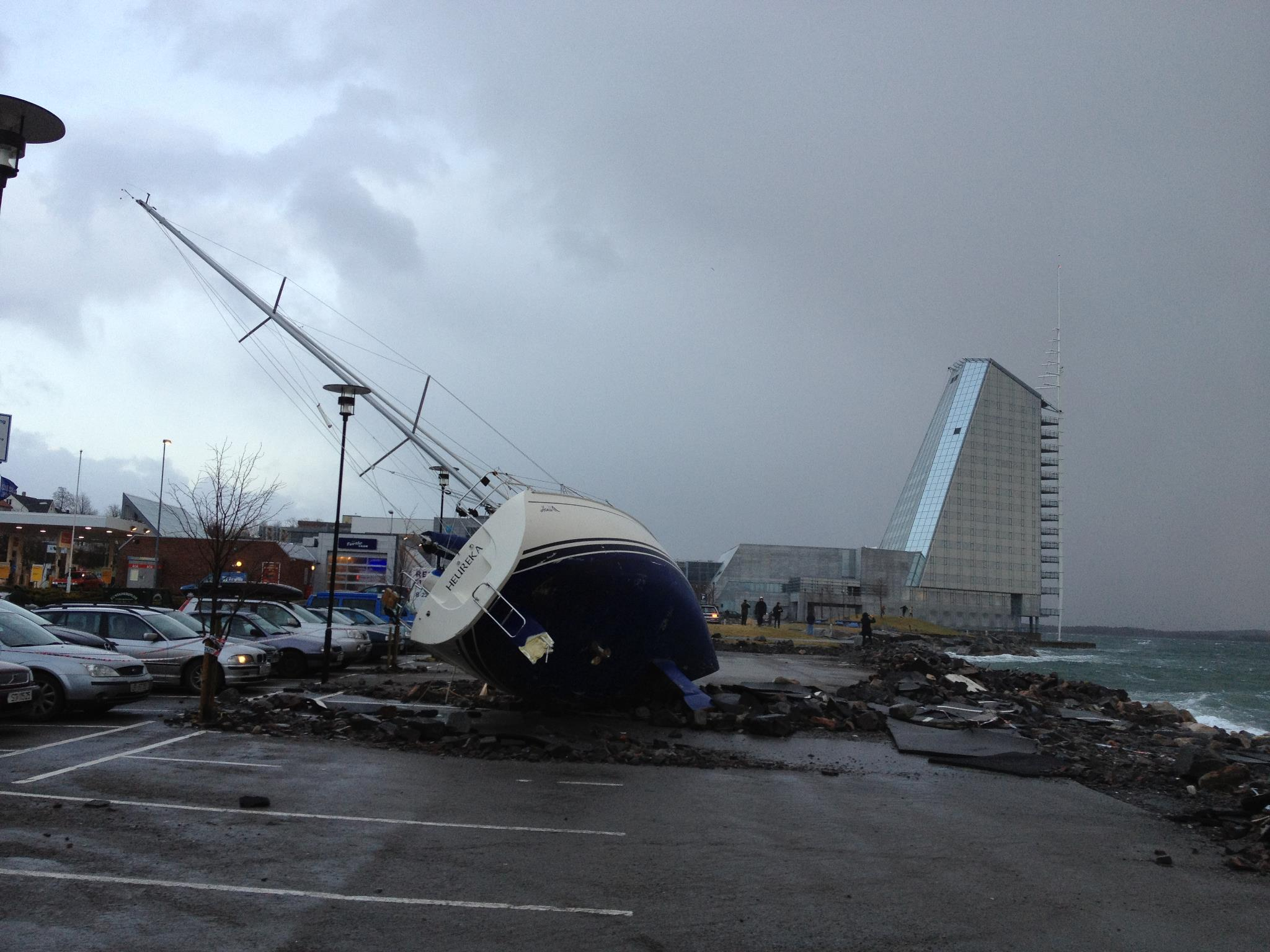
Effekter av Orkanen Dagmar i Molde, Norge i december 2011.

Tropiska cykloner ges ofta personnamn. Det var romanen Storm från 1941, om en orkan som kallades Maria, som gav inspiration till kvinnonamn på orkaner. Fram till 1978 var det vanligt att ge tropiska cykloner kvinnonamn. Sedan började talesmän för kvinnors jämställdhet kräva att orkanerna även fick manliga namn vilket man då införde. Namngivningen baseras på listor med namn som återanvänds. Namn på särskilt ödeläggande orkaner, t.ex. Katrina (2005), återanvänds däremot inte.
Traditionen att ge tropiska cykloner namn har även resulterat i att vissa stormar med orkanstyrka ges namn, som Orkanen Gudrun, som svepte över norra Europa, år 2005.